# Undine (Hoffmann)
Undine è un singspiel in tre atti composto dallo scrittore e musicista tedesco E. T. A. Hoffmann. Il libretto di Friedrich de la Motte Fouqué, è basato sul suo racconto omonimo. Venne eseguita per la prima volta presso il Konzerthaus Berlin il 3 agosto 1816. Undine è il maggior successo operistico di Hoffmann e ha avuto un'importante influenza sullo sviluppo dell'opera romantica tedesca. Seguendo la moda iniziata con Il flauto magico di Mozart e secondo i canoni del nascente romanticismo, questo melodramma ha per soggetto una fiaba ed è caratterizzata da uno spirito decisamente nazionalista.

## Ruoli nellapremière
| Role             | Voice type   | Premiere cast 3 August 1816 (Direttore: Bernhard Heinrich Romberg) |
| ---------------- | ------------ | ------------------------------------------------------------------ |
| Undine           | soprano      | Therese Eunicke-Schwachhofer                                       |
| Huldbrand        | baritono     | Heinrich Blume                                                     |
| Berthalda        | soprano      | Emilie Willmann                                                    |
| Heilmann         | basso        | Johann Gottfried Karl Wauer                                        |
| Kühleborn        | basso        |                                                                    |
| Fisherman        | basso        | Johann Georg Gern                                                  |
| Fisherman's wife | mezzosoprano | Wilhelmine Leist                                                   |
| Archduke         | tenore       | Friedrich Eunicke                                                  |
| Archduchess      | mezzosoprano | Johanna Eunicke                                                    |